# アトレチコ・ロライマ・クルーベ
アトレチコ・ロライマ・クルーベ (ポルトガル語: Atlético Roraima Clube) 、通称アトレチコ・ロライマ (Atlético Roraima) は、ブラジル・ロライマ州ボア・ヴィスタを本拠地とするサッカークラブである。単にロライマ (Roraima) と呼ばれる場合もある。

## 歴史
アトレチコ・ロライマ・クルーベは1944年10月1日に創設された。これまでカンピオナート・ロライメンセ（ロライマ州選手権）に20回優勝している。1995年にはカンピオナート・ブラジレイロ・セリエCに参戦し、第2ステージでナシオナルFC (アマゾナス州)に敗れた。2009年はカンピオナート・ブラジレイロ・セリエDに参戦し、第1ステージで敗退した。

## スタジアム
ホームゲームはエスタジオ・ライムンド・リベイロ・ジ・ソウザ(通称：リベイロン) で行われる。収容人数は3,000人。

## タイトル

### 国内タイトル
- カンピオナート・ロライメンセ : 20回
  - 1961, 1962, 1975, 1976, 1978, 1980, 1981, 1983, 1985, 1987, 1990, 1993, 1995, 1998, 2001,
2002, 2003, 2007, 2008, 2009

### 国際タイトル
なし